# 太空法

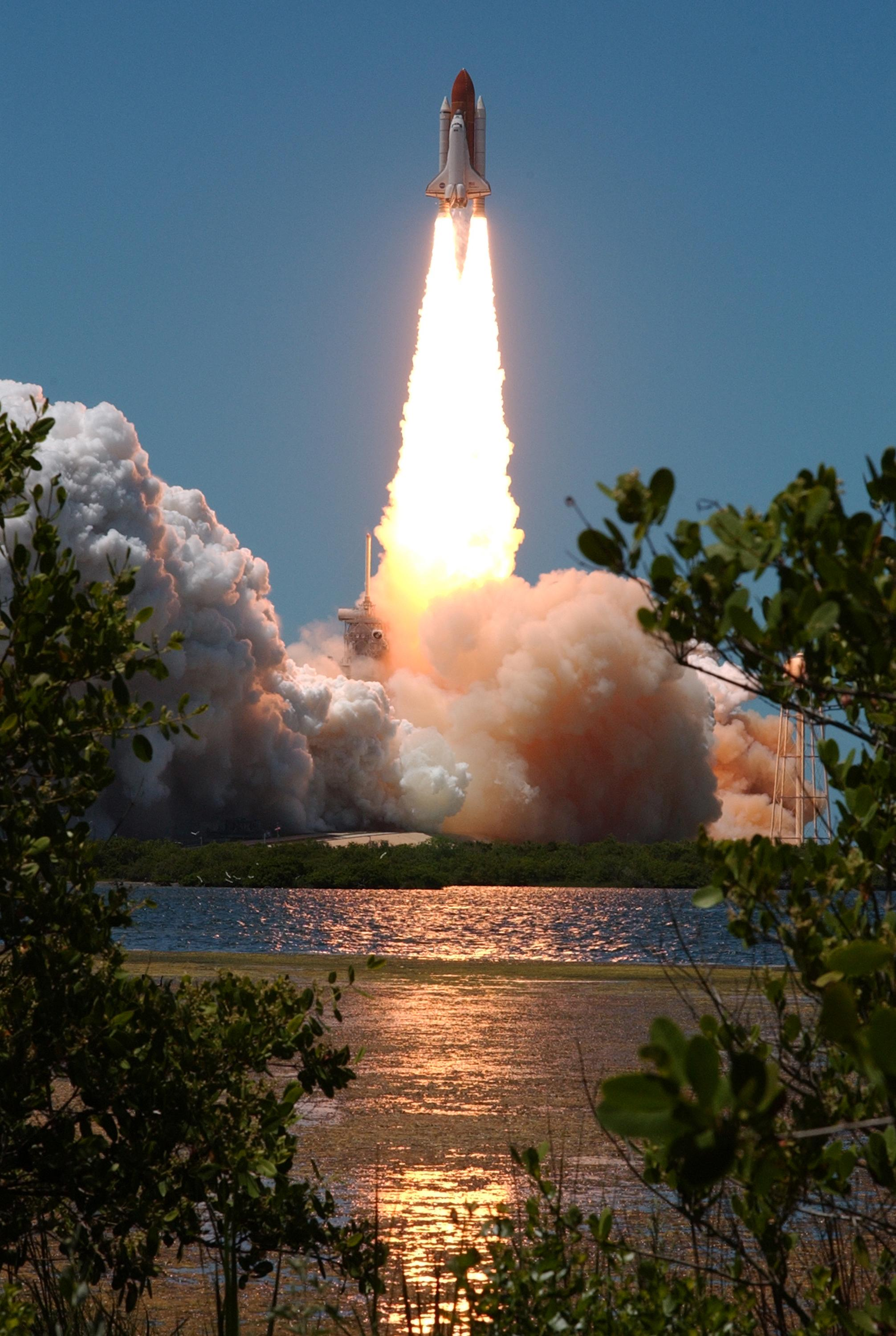
NASA STS-121发射中

太空法是有關於規範人類在太空活動的系列國際法的統稱。也是世界各国所普遍接受的作为对其和其公民在外层空间和其他星球上的活动作出规范的具有强制性的国际法规。但是外层空间的界限还没有确立，通常指的是在地球大气层之外的，一个无动力装置的人造物体能在其轨道上停留的区域，一般意义上是距离地表约110至160公里以上。
人類於1957年開始就擁有了離開地球大氣層的實力，然而這樣的行為又使得人類迫切需要製定一些條款來協調不斷出現的太空活動。從一開始，政治家和法律學家們就堅決地認為地球上的國際關係需要一定的法律規範，其基本想法是，它們也將同時適用於大氣層以外的所有活動，或者說是，在宇宙中不應該存在有任何的法律空白區域。太空法的制定也或多或少地參考了和平利用海洋以及南極洲協定的相關條款。

## 沿革

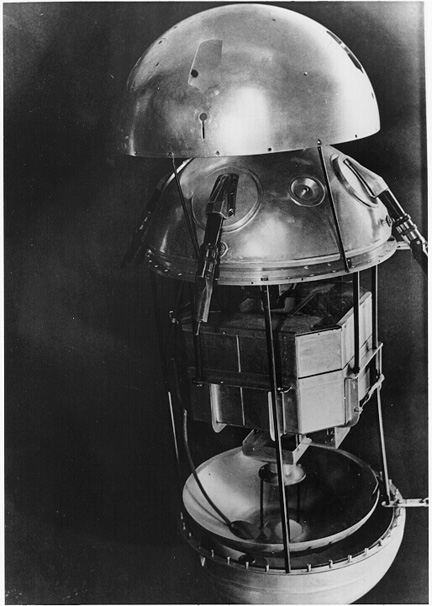
斯普特尼克1号卫星

自从1957年苏联的地球卫星成功之后，世人就开始探讨所有的国际法中有哪些条文是可以用于这个外层空间的。通常得到广泛同意的是认为现存的国际法律的绝大多数条文，包括《联合国宪章》在内的，都可用于这个崭新的区域。但是在人类的设备进入外层空间时，美国和苏联以及其他的还不具备条件的国家的领导人和多数的研究学者都认为，外层空间和其他的天体是不能被认定为传统意义上的无人之地的，因而也不能被任何一个国家要求的主权所涵盖的。而目前，外层空间和其他天体都向所有的国家放开了和平利用的原则，这早已成为现代国际法的一部分了。在美苏各自的第一次宇宙飞船沿着轨道飞行时，却没有引发其他国家的抗议。这也表明外层空间的飞行即使其已经飞越了某国的上空也应该视作为领土以外。

## 国际协作
當今的太空法一般都出自於1961年和1963年在聯合國大會上一致通過的決議案，以及1963年通過的“禁止核子試爆條約”。聯合國的決案呼籲世界各國在外太空應該友好合作；禁止核子試爆條約則嚴格禁止了在外太空實施核子試爆。而其他的很多法律問題由後來的1967年外太空公約、1968年的太空人協定和1972年有關於太空責任的條約中獲得了答案。
總而言之，世界各國皆認為自身有在外太空行使和平活動的合法權利；任何一個國家都不得對外太空或者太空中的某一星球提出自己的主權要求；包含聯合國憲章在內的其他國際法也應該能夠約束外太空活動，包括禁止在外太空實行核子爆炸，存儲核子武器，以及在其他星球上部署軍事基地等。各國也支持太空人和太空載具仍然歸屬於各國自己管理，而太空人在遭遇危險時理應得到其他國家的全力幫助。
世界各國在採取危險性行動之前理應互相磋商溝通。此外，各國需要對自己發射的太空船負責，且同意因為他們的太空載具所造成的人身、財產或者地面的和空中飛行器等物體的損失負有完全責任。尚若別國的太空船上的乘員遭受到本國飛行器的傷害，他們也將根據實際損失承擔責任。於是，這初具規模而又相當廣泛的合作，以及和平相處的太空活動也產生了。

## 联合国
在处理国际间的在外层空间和其他天体上的活动方面，联合国有着决定性的作用。
其里程碑的事件是：
1958年，美苏两国分别向联合国提出的关于外层空间和天体的建议。再经历了多次讨论之后，所有国家一致认为外层空间只能是用于和平的目的上，一般意义上的主权国家的法律原则上也适用于外层空间，但是外层空间不能够成为国家的主权所要求的对象。同年就成立了临时委员会，之后于1959年又改组为包含24个成员国的和平利用外层空间常设委员会。此后，1961年，联合国大会又通过了关于探索和利用外层空间的原则。
然而，重要的事情在1963年发生了，就是美苏之间的冷战开始缓和，两国又于这年的8月互相缔结了《禁止核试验条约》，使得双方都禁止在大气层和外层空间进行核试验。之后的10月17日，在美苏两个超级大国的许可下，联合国大会通过一项决案，记载了之前在日内瓦裁军谈判中所达成的谅解备忘录，既是在外层空间中不得存放核武器和其他大规模杀伤性武器。还是在同年的12月，联合国大会有通过了有关探索和和平利用外层空间的九条宣言，其中的内容与之后通过的《外层空间条约》基本类似。它又被称为外层空间的宪章，成为一项国际法，但是其本身的约束力却得不到保障。

## 国际条约
截至2000年联合国大会通过了五个有关条约（或协议）以及一系列的原则和宣言。

外层空间条约的签署批准情况

### 《外层空间条约》
联合国大会在1966年12月17日，通过了该条约，在1967年1月27日，在63个国家的代表签署后，并开放给所有会员国签署，于同年的10月10日生效。目前已经由绝大多数会员国签署了，且大多数国家都批准生效了。
条约总共有17条：
第一条就宣告开放外层空间的探索和利用给世界上所有国家，在所有的考察活动中，参与国都应促进并鼓励国际间的合作。
第二条规定外层空间，包括月球和其他天体，都不能依据国家主权要求，或者通过使用或占领，又或任何其他方法据为己有。
第三条规定任意国家的探索和利用外层空间之行为都必须遵守国际法，为了维护国际和平与安全服务，为了促进国际间的合作和谅解而服务。
第四条规定禁止在外层空间存储任何携带有核武器或其他大规模毁灭性武器的物品，或在外层空间、其他天体上部署这种武器。并禁止在天体上设立军事基地或者防御工事，进行任何的武器试验或者进行军事演习。但其中排除为了科研或其他的和平目的，而使用军事人员。
第五条再度重申航天员为人类的使者，并确定，如遭遇事故紧急降落到别国领土内或者公海上，他们理应得到一切力所能及的救援，包括安全重返本国。在其他天体上，国籍不同的宇航员之间理应彼此给于一切的己所能及的救援。
第六条规定任一国家对其在外层空间的所有行为负有国际责任。
第七条确定了发射过或者从其领土上又或从设施中发射任何一个物体的国家都应该负有对其他别国的个人造成的任何损害承担国际责任。
第八条明确了在外层空间和天体上运行的任一物体以及在上面的人员的管辖权和控制权都属于注册国。如这种物体及其组成的部分被别国发现在其境内的，都应该交还给注册国。
第九条确定了国际间的合作与互助，且应避免对其他天体和地球造成环境上的污染。
第十条明确要求根据相互之间的协定使得各国都有机会观测其他国家在空间的飞行。
第十一条确定了任一国家在外层空间的任何活动都需向联合国秘书长和公众以及科学团体报告。
第十二条确立了要将一切外层空间的运载工具以及在其他天体上的建造物向其他的缔约国在必要限度下开放和接受其检查。
第十三条明确条约适用于缔约国的所有关于外层空间和其他天体的任何活动，且对在活动中产生的问题应由所涉及的缔约国成员间解决。
第十四至十七条皆规定条约的签署批准以及对条约的修改和退出条约的情况和处理办法。

### 其他条约
联合国成立了一个专门的部门——联合国和平利用外层空间委员会，在其努力下，1968年4月22日，有44个成员国又签署了关于救援和送还射入外层空间的宇航员以及器材的协定。其更为精确地规范了如何确保宇航员的安全和无条件的返回。但是关于在外层空间活动所承担责任的约定一直到了1970年才在联合国的组织下以联大决议案和1967年条约的附件等形式。
1967年12月的《营救宇宙宇航员、送回宇宙宇航员和归还发射到外层空间的物体的协定》（《营救协定》）。主要规定为：任一缔约国都有义务对因意外事故而降落到本国的别国宇航员给予援助并提供必要的协助。
1971年11月的《空间物体所造成损害的国际责任公约》（《责任公约》）。对发射国发射到外层空间的物体在地面或飞行途中造成了实际的损害或对环境的污染的赔偿责任和赔偿的程序方面作了确定。
1974年11月的《关于登记射入外层空间物体的公约》（《登记公约》）。明确规定：凡是向外层空间发射任何物体的国家都必须向联合国秘书长进行登记。这是种强制性的登记制度。
1979年12月的《关于各国在月球和其他天体上活动的协定》（《月球协定》）。规定为：月球和其他天体专用于和平目的，禁止有军事的用途；月球和其他天体以及其自然资源属于全体人类的共同财富，应与全体缔约国公平分享；任一缔约国对在月球和其他天体上所从事的任何活动都承担着国际责任，需防止污染和破坏坏境等。

### 其他宣言和原则
除此之外，还有《各国探索和利用外层空间活动的法律原则宣言》 、《各国利用人造地球卫星进行国际直接电视广播应遵守的原则》 、《关于从外层空间遥感地球的原则》 、《关于在外层空间使用核动力源的原则》 、《关于开展探索和利用外层空间的国际合作，促进所有国家的福利和利益，并特别要考虑到发展中国家的需要的宣言》、《关于空间和人的发展的维也纳宣言》 。

## 其他方面问题

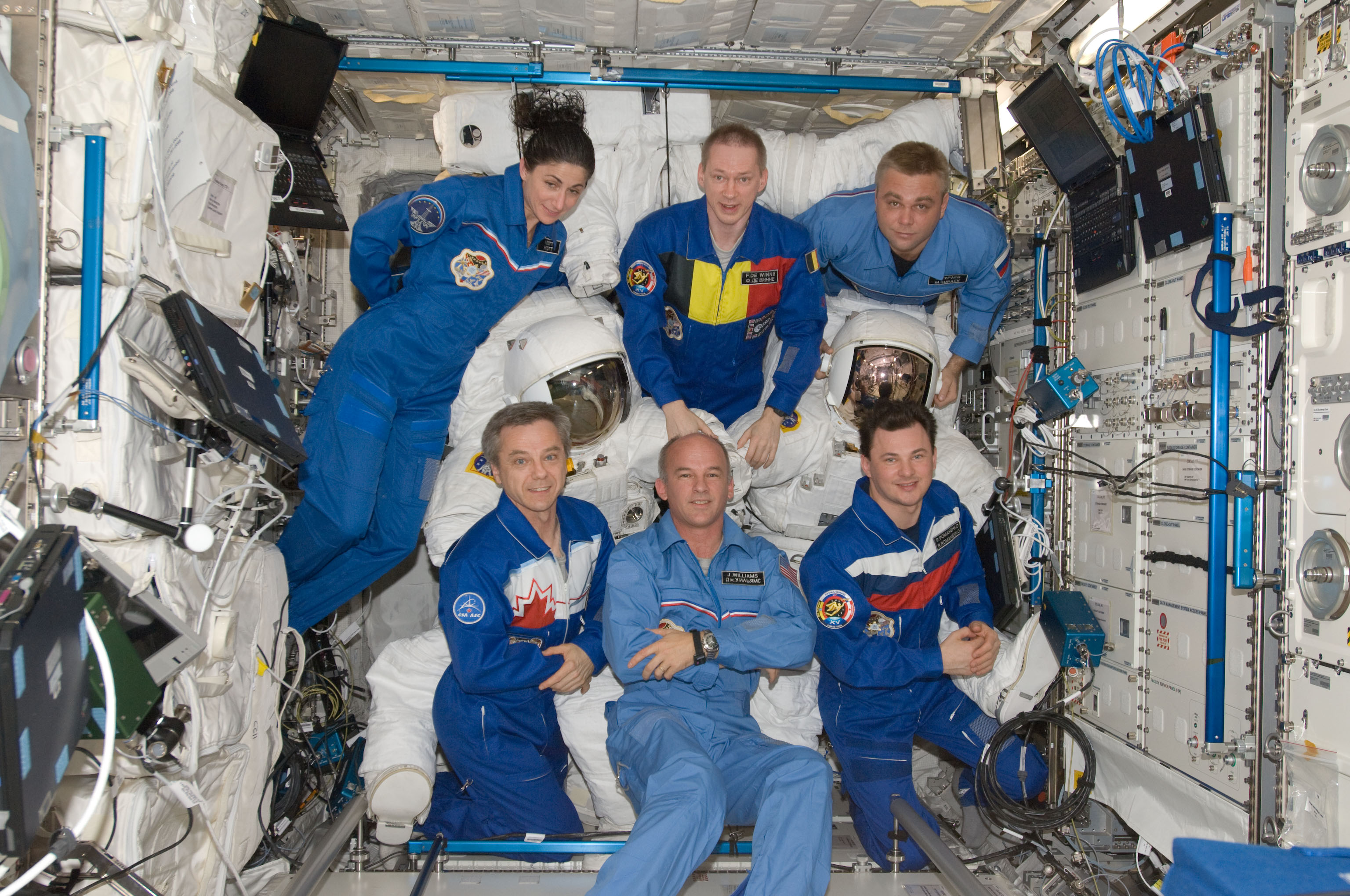
空间站内的国际合作

事实证明了，在地球上的远程通信中，卫星是极其有用的，且其价值成本也会逐渐降低。美国就曾于1962年通过了《卫星通信法案》，并依据此曾经设立了一个混合的通信卫星公司前来支持并发展这项事业。这家公司的部分股票由民众持有，另一部分则掌握在美国的通信公司手中，并须经总统任命董事，以方便通过外层空间的媒介来提供服务。这家通信卫星公司又是国际电信卫星联合公司中的美国方面的“股东”和经理。它将通过卫星所发出的国际电讯的大部分国家联系起来。美国在国际电信卫星联合公司中拥有较多控制权，以及它的通信卫星公司在美国国内都处于垄断地位，这些都曾引发过争议。卫星所占据的方位以及向外层空间轨道发射卫星的数量都是问题，还有由于卫星是直接向用户传输信息的，这都可以引发竞争。
除了通信方面以外，美国也曾经通过了双边渠道以及多边渠道与其他的国家签署过一系列的利用外层空间的条约。此外，很多的国际组织也都在某些方面或多或少地参与了外层空间的工作，比如国际电信联盟、国际民用航空组织、世界气象组织、联合国教科文组织、世界卫生组织、国际原子能机构等等，也都在进行着各种活动。

## 将来的发展

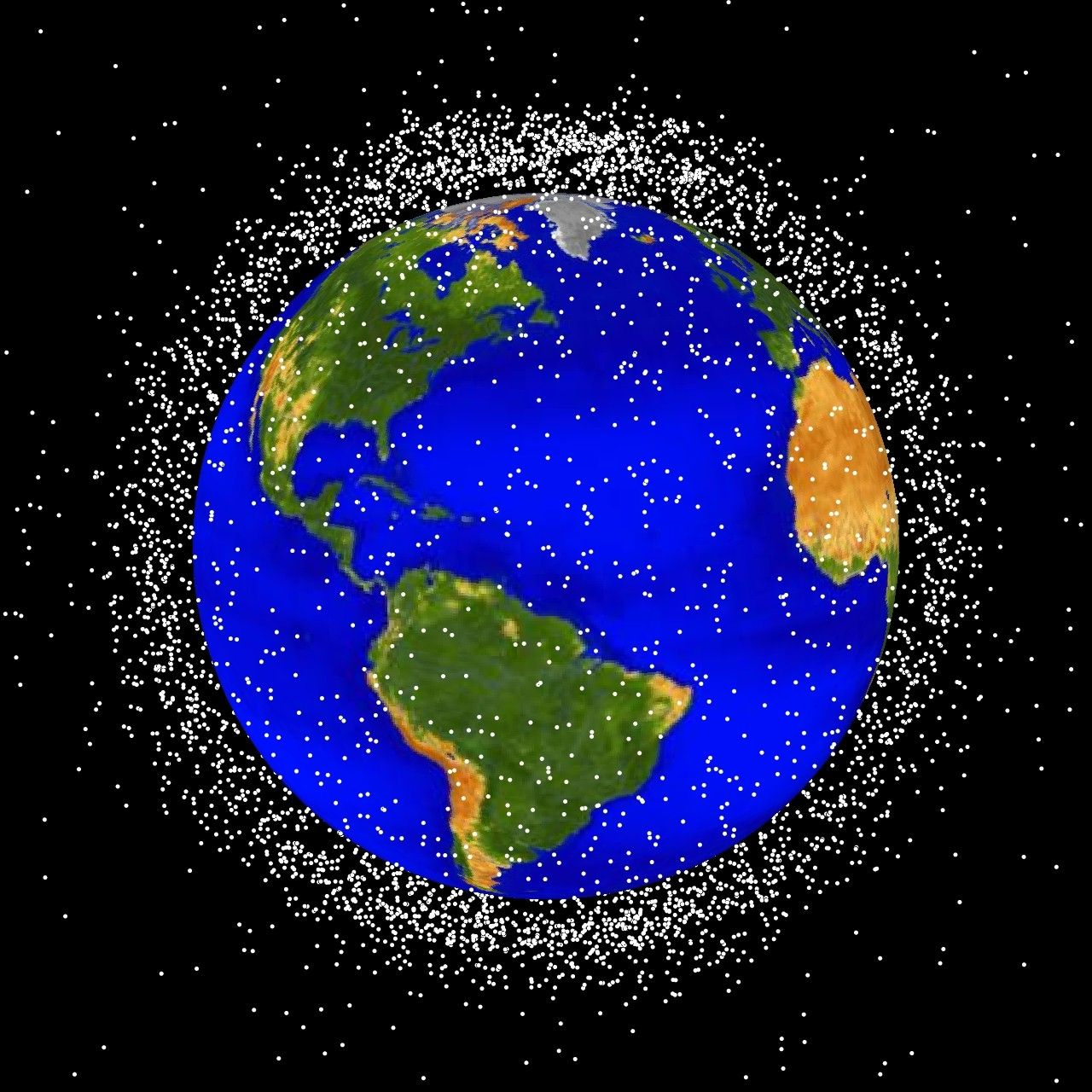
2005年环绕地球轨道的太空垃圾

有許多的法律問題依舊還沒有解決，比如，主權國家的絕對主權的領空外延部分應該如何確定。冷戰時期，美蘇兩國的軍事間諜衛星之間的爭端一直到1960年代末才逐漸消停下來，世人都很明白兩個超級大國都在互相使用間諜衛星。然而，美國的民用資源探測衛星的出現又產生了全新的問題，就是，該衛星是否擁有權力“觀測”對此持有的不同看法的國家之情況，以及對於上述情報資料的處理權或“擁有權”應該如何確立。其他的問題也紛至沓来，例如，是否有權利利用甚至是探測和“開採”月球的某一地區，以及如何處理一些國家或者個人的針對來自月球的物質而提出的所有權問題。以及严格意义上的责任划分、多边互助合作共同探索外层空间、太空中的卫星数量等等诸多问题。其中首要的任务当属责任方面问题的解决。

## 外文文献
- Thompson, J. (1996) Space for rent: the International Telecommunications Union, space law, and orbit/spectrum leasing, Journal of Air Law and Commerce, 62, 279-311
- Billings, L. (2006) To the Moon, Mars, and beyond: culture, law, and ethics in space-faring societies, Bulletin of Science, Technology & Society, 26(5), 430-437
- Lee, K. (1994) Awe and humility: intrinsic value in nature – beyond an earthbound environmental ethics, in: Attfield, R. & Belsey, A. Philosophy and the Natural Environment, Cambridge: Cambridge University Press, 89-101
- Fountain, L. (2003) Creating the momentum in Space: ending the paralysis produced by the “Common a Heritage of Man” doctrine, Connecticut Law Review, 35(4), 1753-1787
- Pop, Virgiliu (2009). Who Owns the Moon?: Extraterrestrial Aspects of Land and Mineral Resources Ownership. Space Regulations Library. Springer. ISBN 978-1-4020-9134-6.
- Peaceful Uses of Outer Space and International Law
- UN Resolution 1148 (XII)（页面存档备份，存于）
- Google books Nuclear Weapons and Contemporary International Law N.Singh, E. WcWhinney (p.289)（页面存档备份，存于）
- UN website UN Resolution 1348 (XIII).（页面存档备份，存于）
- ADL Legal
- Journal of Space Law 2. 1974.
- Space Law（页面存档备份，存于）
- "United Nations Treaties and Principles on Space Law.". Retrieved 16 February 2011.（页面存档备份，存于）
- "United Nations Office for Outer Space Affairs".
- "Space Law and Space Resources".
- "Space Law".
- "Rumsfeld still opposes Law of Sea Treaty." The Washington Times, June 14, 2012.（页面存档备份，存于）
- ESA - ECSL European Centre for Space Law - Geostationary Orbit. Legal issues（页面存档备份，存于）
- The Daily Mississippian: UM space law only of its kind[永久]
- "Deccan Herald: Beyond the blue yonder". Archived from the original on 2009-05-07.[永久]
- First Space Lawyer Graduates - Posted May 8, 2008; Accessed May 13, 2008（页面存档备份，存于）
- Law Graduation Includes First-Time Certificate in Space Law, Newswise, May 8, 2008（页面存档备份，存于）
- "A Space Odyssey to the University Of Sunderland".（页面存档备份，存于）
- posted by Lawyer Gaga @ 6:58 PM. "Space Law Probe: Nebraska Space Law Program to Liftoff". Spacelawprobe.blogspot.com. Retrieved 2013-03-12.（页面存档备份，存于）
- "Space, Cyber, and Telecommunications Law | University of Nebraska–Lincoln". Spaceandtelecomlaw.unl.edu. Retrieved 2013-03-12.（页面存档备份，存于）
- "Partenaires M2 Droit des Activités Spatiales et des Télécommunications & IDEST - IDEST - Institut du Droit de l'Espace et des Télécoms". Idest-paris.org. Retrieved 2013-03-12.（页面存档备份，存于）
- P.J. Blount. "New Space Law Society | Res Communis". Rescommunis.olemiss.edu. Retrieved 2013-03-12.
- spacefullreport.pdf（页面存档备份，存于）
- David, Leonard (August 30, 2013). "Is NASA's Plan to Lasso an Asteroid Really Legal?". Space.com. Retrieved February 20, 2014.（页面存档备份，存于）
- Rose, Neil. . The Times (London). 2009-08-13  [2015-01-19]. （原始内容存档于2011-06-11）.